# Quatuor Enesco

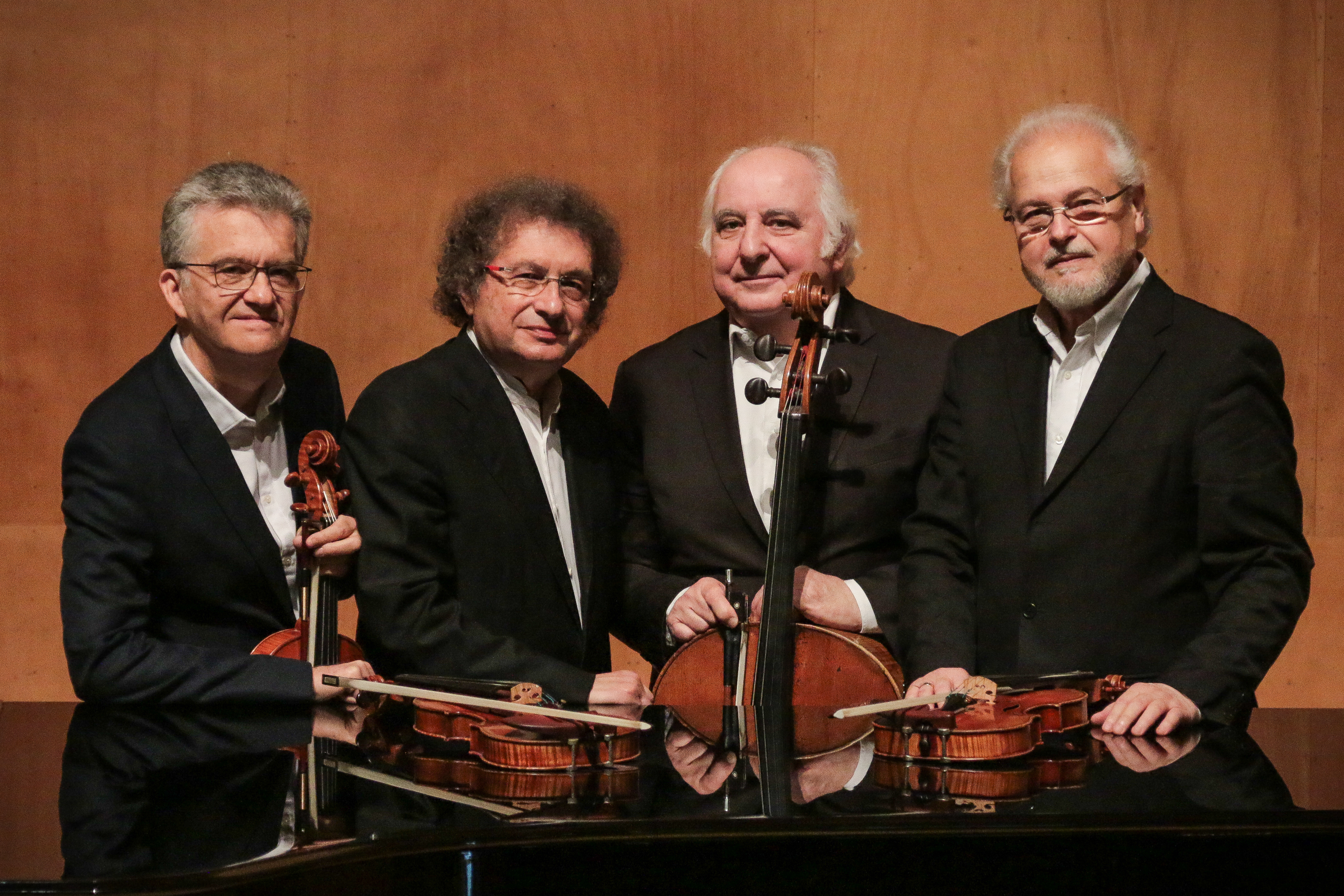
Quatuor Enesco

Le Quatuor Enesco est un quatuor à cordes français, fondé à la fin des années 1970, basé à Paris.

## Historique
Le Quatuor Enesco s’est constitué en 1979 et a pris ce nom pour honorer la mémoire de l’illustre compositeur  Georges Enesco (1881-1955). La rencontre de ses membres avec les célèbres musiciens Sándor Végh, Norbert Brainin et Sergiu Celibidache fut de la plus haute importance : dès le début de leurs études avec ces grands artistes avec lesquels ils ont entretenu des relations privilégiées, leur Quatuor s’affirme sur le plan international après son installation définitive à Paris en 1979.
Son répertoire se distingue par un très grand nombre de quatuors, aussi bien que de nombreuses œuvres allant du quintette à l’octuor, comprenant des pages classiques et romantiques des XVIIIe et XIXe siècles, ainsi que de la musique du XXe siècle, qui occupe une place importante dans ses programmes. Il a interprété un grand nombre d’œuvres contemporaines pour quatuor à cordes composées par : Philippe Hersant, Serge Nigg, Henri Sauguet, Jean-Jacques Werner, Pierre-Max Dubois, Nicolas Bacri, Nicolas Philippot, Jesús Guridi, Xavier Montsalvatge, José Peris Lacasa, Carmelo Bernaola, Josep Soler et José Garcia Roman. Parmi eux, nombreux sont ceux qui ont écrit des œuvres spécialement pour le Quatuor Enesco.
Le Quatuor est régulièrement invité dans les principaux festivals : Besançon, Prades, La Chaise-Dieu, Montpellier, Paris, Sully, Cannes, Barcelone, Santander, Granada, Stavelot, Echternach, Kuhmo, Guildford, Bâle, Bucarest, et il a joué avec de grands artistes tels que : Olivier Charlier, Luis Claret, Jean-Philippe Collard, Patrice Fontanarosa, Youri Egorov, Pascal Gallet, Ivry Gitlis, Michel Lethiec, Roberte Mamou, Paul Meyer, Aurèle Nicolet, Marielle Nordmann, Régis Pasquier, Jean-Pierre Rampal, Mstislav Rostropovitch, Michel Strauss, Gabriel Tacchino, Haruko Ueda, Jean-Claude Vanden Eynden, Narciso Yepes, Roland Dyens, etc.
Le Quatuor Enesco joue dans les plus prestigieuses salles du monde, notamment Salle Gaveau, Salle Pleyel et Théâtre des Champs-Élysées à Paris, Teatro Real et Auditorio Nacional de Madrid, Fondation Gulbenkian à Lisbonne, Concertgebouw d’Amsterdam, Wigmore Hall à Londres, Library of Congress de Washington.
Tous les ans, le Quatuor est invité pour des master classes dans les hauts lieux de la musique aussi bien en France qu’en Belgique, Espagne, Suisse et Finlande.
Sa discographie comprend de nombreux enregistrements pour les maisons françaises de disques Arion, Pierre Verany, Forlane, Rem, ainsi que Claves (Espagne), Novalis (Suisse) et CPO (Allemagne), avec des œuvres de : Schubert, Schumann, Dvořák, Boccherini, Cherubini, Debussy, Ravel, Franck, Chausson, Vierne, Enesco, Janáček, Bartók, Chostakovitch, Guridi. Pour l’enregistrement de Franck et Chausson, avec le pianiste Gabriel Tacchino, il a obtenu le Diapason d’Or, et pour le CD comprenant trois quatuors de musique contemporaine française de Nigg, Hersant et Philippot, le grand prix de l’Académie française du disque lui a été décerné. En Espagne, leur enregistrement des deux quatuors de Guridi a été élu Meilleur disque de l’année.
Il a le rare privilège d’être invité à jouer régulièrement et depuis 30 ans sur le quatuor d’instruments Stradivarius – unique au monde – appartenant à la Cour Royale d’Espagne.
Pierre Petit, le célèbre critique musical, dans un article du Figaro, les a nommés « les messagers de la poésie », et en parlant de leur « chaleur et virtuosité », il concluait : « décidément, le Quatuor Enesco est un très grand quatuor ». 
Le Quatuor Enesco a fêté ses 40 ans d’activité artistique dans la saison 2019 - 2020.
À Paris, le Quatuor Enesco a interprété en création mondiale plusieurs œuvres du compositeur Fabrice Gregorutti : le premier quatuor (suivi de l’enregistrement CD de l’œuvre), puis le deuxième quatuor avec soprano, et le troisième quatuor.
Après des concerts et master-classes en France, il a donné plusieurs concerts lors de deux tournées en Allemagne, participé aux festivals de Koblenz et Osnabrück (Allemagne). En mai, « Kuhmo à Paris », puis au mois de juillet au Festival international de musique de chambre de Kuhmo, en Finlande, où il est revenu pour la 14-ème année consécutive. Ce fut l'occasion d'une rencontre avec le compositeur Krzysztof Penderecki, de l'interprétation de son deuxième quatuor à cordes, et de celle du quintette avec piano de Magnus Lindberg, en présence du compositeur.
L’interprétation, en première mondiale, de la « Fantaisie » pour quatuor de Vladimir Mendelssohn a rencontré un vif succès en Corée du Sud et en Scandinavie.
Les projets pour 2022 et 2023 incluent le quatuor de Ravel dans sa ville de résidence (Montfort-L’amaury), le cycle « Musique et Passions » à Paris, des concerts au Palazzo Contarini-Polignac à Venise, ainsi qu’une journée de concerts à Anvers dédiée au compositeur Georges Enesco, comprenant des œuvres pour quatuor, quatuor avec piano et octuor.
Des tournées et concerts sont prévus en France, Allemagne, Italie, Espagne, Portugal, Suisse et Finlande.
Chose rare, le Quatuor Enesco a été invité pour la 25e année consécutive dans la prestigieuse série de musique de chambre de la Fondation « Ramòn Areces » à Madrid en Espagne. 
Après son prestigieux grand prix du disque, le Quatuor a continué ses cycles d’enregistrements : un disque Chostakovitch (1er et 7e quatuors et le quintette avec piano), la création des derniers quatuors de José Peris Lacasa, « Postnuclear Winter Scenario » de Jakob Ter Veldhuis, « Tenebrae » et « Last round » d’Oswaldo Golijov.

## Membres

### Premier violon
- Constantin Bogdanas  Premier Prix du Conservatoire national supérieur de Bucarest, Constantin Bogdanas s’établit à Paris en 1979. Il a été violon solo de l’Orchestre Philharmonique de Radio France ; ensuite il devint violon solo de l’Orchestre Colonne.  Premier Grand Prix du Concours International de Musique de Chambre de Paris, lauréat du Concours International Tibor Varga, il mène de front une carrière de soliste et de musique de chambre, notamment en tant que membre fondateur du Quatuor Enesco. Professeur au Conservatoire Francis Poulenc de Paris et professeur assistant  au Conservatoire national supérieur de musique de Paris, Constantin Bogdanas est membre  de nombreux  jurys et participe a un grand nombre de master classes en France, États-Unis, Espagne, Belgique, Allemagne, Finlande.  Avec le Quatuor Enesco il est invité à jouer dans les plus grandes salles du monde telles que Carnegie Hall, Wigmore Hall, Salle Pleyel, Salle Gaveau, Library of Congress…  Ses enregistrements de disque avec le Quatuor Enesco lui ont valu de grandes récompenses : Grand Prix du Disque de l’Académie Française du Disque, Diapason d’Or, Choc de la Musique.

### Second violon
- Florin Szigeti  Né dans une famille de tradition musicale, Florin Szigeti finit brillamment ses études, lauréat avec les Premiers Prix de violon et de musique de chambre du Conservatoire National Supérieur de Musique, et remporte le Grand Prix du Concours National de violon de Bucarest.  Florin Szigeti est membre fondateur du prestigieux Quatuor Enesco avec lequel il s’établit en France en 1979. Avec le quatuor, il remporte le Premier Grand Prix du Concours International de Musique de chambre de Paris, et le Grand Prix du Disque de l’Académie Française du Disque suivi de plusieurs « Diapasons d’Or » et « Chocs de la Musique » pour les enregistrements du Quatuor Enesco. Avec le Quatuor Enesco il est régulièrement  invité à jouer dans les plus importants festivals, et sur les scènes les plus prestigieuses du monde entier.  Professeur de violon au Conservatoire à rayonnement régional de Paris (CRR), Florin Szigeti enseigne également au Conservatoire National Supérieur de Musique de Paris (CNSM), conjuguant ainsi une riche carrière artistique et pédagogique. Récitals et concerts en tant que soliste, quatre décennies comme « violon solo » de plusieurs orchestres de chambre et philharmoniques, et plus de deux mille concerts en quatuor  jalonnent le parcours musical de Florin Szigeti.  Professeur hautement reconnu, Florin Szigeti est régulièrement invité pour des jurys et des classes de maître de violon et de musique de chambre dans les hauts lieux de la musique en France, Allemagne, Belgique, Espagne et  Finlande, en compagnie des plus grands noms de la musique.

### Alto
Frédéric Lainé Il a rejoint le quatuor Enesco en novembre 2021.
Frédéric Lainé mène une triple activité d’altiste, d’enseignant et de musicologue. Formé dans les Conservatoires Nationaux Supérieurs de Musique de Lyon et de Paris, il s’est perfectionné en Italie avec les membres du Trio di Trieste puis à Londres avec le quatuor Amadeus. Alto solo dès 1981 de l’orchestre des Pays de Savoie, puis en 1982 des concerts Pasdeloup, il s’est ensuite consacré principalement à une activité de chambriste. Au sein du quatuor Simon, du quatuor avec piano Fidelio et enfin du trio à cordes Cappa, il s’est produit dans nombre de concerts et festivals en Europe, Amérique, Océanie, et notamment en France dans les principaux cycles de musique de chambre parisiens (Radio France, Musée d’Orsay, Châtelet, Salle Gaveau, Auditorium du Louvre, IRCAM...).
Docteur en musicologie en 1998 de l’Université François Rabelais de Tours, il devient cette même année directeur de collection aux éditions Gérard Billaudot (Paris). A ce titre, il est l’auteur d’une Ecole de l’alto en six volumes et de la révision et réédition de très nombreuses pièces du répertoire de l’alto. Il participe également à la nouvelle édition Berlioz chez Bärenreiter (Harold en Italie en 2001) et publie ouvrages et articles chez divers éditeurs en France et en Belgique (PUF, Fayard, Mardaga, Symétrie...) dont une histoire de l’alto chez Fuzeau en 2010.
Frédéric Lainé enseigne l’alto et la musique de chambre au Conservatoire du Centre de Paris et la didactique de la musique de chambre au Conservatoire National Supérieur de Musique de Paris.
Vladimir Mendelssohn fit partie du Quatuor Enesco de 2002 à 2021, année de son décès.
Dan Iarca est un des membres fondateurs du Quatuor Athenaeum Enesco. Il en fit partie depuis sa création en 1979 à 1980 puis de 1989 à 2002, année de son décès.
Liviu Stanese fit partie du Quatuor Enesco de mars 1981 à février 1989.

### Violoncelle
- Dorel Fodoreanu est Premier prix du Conservatoire national supérieur de musique de Bucarest, Dorel Fodoreanu a été violoncelle solo à l’Orchestre Philharmonique « Georges Enesco ». Il a continué sa carrière de soliste ayant en même temps une riche activité de musique de chambre. Membre fondateur du Quatuor Enesco, il s’établit à Paris en 1979 avec le quatuor.  Dorel Fodoreanu a été un des premiers artistes d’origine roumaine à être invité comme soliste par l’Orchestre Philharmonique Georges Enesco après la révolution roumaine de 1989. Premier Prix du Concours de musique de chambre de Paris et Grand Prix du Disque de l’Académie Française du Disque avec le Quatuor Enesco, il obtint également le Prix « Mihail Jora » en 1990.  Dorel Fodoreanu a été invité pour des concerts et classes de maître par la Central Florida University (Orlando), la Fletcher Foundation of Durham (North Carolina), en Grande-Bretagne, Palacio Real à Madrid et au classe de maître à la demande du gouvernement  d’Aragon à Albaracin, Alcaniz et Burgos. Il a joué en tant que violoncelle solo à l’Orchestre de Barcelone et la « Arturo Toscanini Filarmonica » de Parme.  Dorel Fodoreanu  est régulièrement invité dans les jurys internationaux : Paris, Saint-Pétersbourg (Tchaïkovski Junior), les Conservatoires nationaux supérieurs de Paris et Lyon et le Conservatoire de Marseille.

## Discographie
- Franck, Quintette pour piano & cordes ; Chausson : Quatuor op. 35 Inachevé - Gabriel Tacchino, piano (Arion / Pierre Verany PV 792032) — Diapason d'Or
- Dvořák, Quintette pour piano & cordes, op. 81 ; Quatuor op.96 « Américain » - Gabriel Tacchino, piano (Arion / Pierre Verany PV 795011)
- Schumann, Quintette avec piano op.44 ; Quatuor op.41 no 1 - Gabriel Tacchino, piano (Arion / Pierre Verany PV 797081)
- Vierne, Quintette avec piano op. 42 ; Quatuor à cordes op. 12 - Gabriel Tacchino, piano (Arion / Pierre Verany PV 700011)
- Schubert, Quatuor D810 (opus posthume) « La Jeune Fille et La Mort », Quatuor D703 (opus posthume) « Quartettsatz » (Forlane 16764)
- Bartók, Quatuor no 4, Quatuor no 6 (Arion / Pierre Verany PV 799022)
- Enesco, Quatuor op. 22 nos 1 et 2 (CPO LC.8492)
- Chostakovitch, Quatuor no 1 op.49, Quatuor no 7 op.108, Quintette avec piano op.53 (Pascal Gallet piano (Fontmorigny 0602)
- Debussy, Quatuor op. 10 ; Ravel : Quatuor en Fa (Forlane UCD 16521
- Janáček, Quatuor no 2 "Lettres intimes" ; Enesco : Quatuor Op.22 no 2, Dvořák, Quatuor op. 96 « Américain » (Forlane UCD 16538)
- Boccherini : Quintettes avec flûte ; Kraus : Quintette avec flûte (Aurèle Nicolet flûte) (Novalis 150082-2)
- Nigg, Quatuor ; Philippot, Quatuor no 2 ; Hersant,  Quatuor no 1 (REM) — Grand prix du disque
- Max d'Ollone, Trio avec piano en la mineur, Quatuor avec piano en mi mineur, Quatuor en ré majeur (Arion/Pierre Verany PV 799061)
- Guridi : Quatuor no 1, no 2 (juin 1986, Ensayo ENY-CD-3450) (OCLC 53207220)
- Soler :Quatuor no 3 ; Martinez : Quatuor no 1, no 2 ; Roger : Blanca Quartet (Ensayo ENY-CD-2206)
- Chaynes : Quatuor à cordes (coll. « Musique Française d’Aujourd’hui » Radio-France/MFA 216024)
- Roland Dyens : Variations sur cinq thèmes de Georges Brassens pour guitare et quatuor à cordes (Auvidis AV 4731)